# اچ‌ام‌اس شولتون (ام۱۱۸۲)
اچ‌ام‌اس شولتون (ام۱۱۸۲) (به انگلیسی: HMS Shoulton (M1182)) یک کشتی بود که طول آن ۱۵۲ فوت (۴۶ متر) بود. این کشتی در سال ۱۹۵۴ ساخته شد.